# زاك ماير
زاك ماير هو مهندس كندي، ولد في 4 أغسطس 1992 في تورونتو في كندا.

## وصلات خارجية
- الموقع الرسمي
- زاك ماير على موقع DriverDB.com (الإنجليزية)